# 설계 (영화)
"설계"는 2014년에 개봉한 대한민국의 영화이다.

## 줄거리
전화 한 통화로 수천억이 오고 가는 냉혹한 사채시장!

그 속에서 가장 치밀하고 잔혹한 ‘설계’가 시작된다!
부족함 없이 온실 속 화초처럼 자라난 사채업자의 딸 소녀 ‘세희’. 하지만 하루아침에 사채업자가 부도가 나자 가족처럼 믿던 측근의 배신으로 사랑하는 아빠와 막대한 재산을 모두 잃은 채 곤두박질치고 만다. 몸과 마음에 씻을 수 없는 상처를 입고 화류계를 전전하며 홀로 힘겨움 싸움을 이어가던 ‘세희’의 앞에 한 사내가 나타난다.
냉혹하고 차가운 사채 업계의 큰 손 ‘인호’. ‘세희’를 눈여겨보던 ‘인호’는 그녀의 돈 줄과 사업 뒷 배경이 되어 주는 것을 자처하고, 마침내 그녀를 세상에서 가장 독하고 차가운 사채업자로 성장 시킨다. ‘인호’의 수하인 ‘용훈’의 조용한 도움 아래 사채 바닥에서 돈은 물론 사람의 목숨 줄까지 쥐락펴락하는 악명 높은 대부로 이름을 알린 '세희’. 그녀는 마침내 자신의 모든 것을 앗아갔던 측근과 다시 마주하고, 오랜 시간 숨겨 왔던 복수의 칼날을 꺼내 든다. 
이때 ‘세희’의 앞에 가시 돋친 장미처럼 치명적인 여인 ‘민영’이 나타난다. 어린 시절 속 자신의 모습과 너무도 닮은 ‘민영’을 그냥 지나치지 못한 ‘세희’는 그녀를 받아들여 자신의 이 치밀하고 잔인한 설계에 끌어들인다. 하지만, 모든 것이 완벽한 ‘세희’에게도 치명적인 약점이 있었으니, 그것은 그녀에게 진심 어린 마음으로 다가와 준 평범한 사내 ‘연우’. ‘연우’ 앞에서 만은 세상에서 가장 사랑스러운 여자가 되는 ‘세희’는 ‘연우’를 지키고 싶지만, 예상치 못한 배신의 소용돌이가 다시 한번 이들을 휘감기 시작하는데…

## 캐스팅
- 신은경 : 세희 역
- 오인혜 : 민영 역
- 이기영 : 인호 역
- 강지섭 : 용훈 역 - 인호의 수하로 세희의 비서
- 정희태 : 종수 역
- 허남성 : 성진 역
- 서우진 : 연우 역
- 한지안 : 어린세희역
- 강신조 : 은행부장 역
- 김나연 : 술집 마담 역
- 강걸 : 성재 역
- 이정우 : 건달 역
- 하성용 : 오형사 역
- 오상철 : 어린 세희 운전기사 역
- 윤종원 : 야쿠자 역
- 김한성 : 취객 역
- 이소아 : 술집여자 역
- 백승환 : 일본 바텐더 역
- 강희 : 할머니 역
- 김태형 : 조직원 역
- 김영섭
- 최용민 : 세희 부 (특별출연)
- 김종구 (특별출연)
- 안여진 (특별출연)